# Velyka Oleksandrivka
Velyka Oleksandrivka (en ukrainien : Вели́ка Oлекса́ндрі́вка) ou Velikaïa Oleksandrovka (en russe : Вели́кая Oлекса́ндровка) est une commune urbaine de l'oblast de Kherson, en Ukraine. Elle compte 6 487 habitants en 2021. Sa population était de 6 654 habitants en 2019.

## Géographie
Velyka Oleksandrivka est située à 66 km au sud de Kryvyi Rih, à 87 km à l'ouest-sud-ouest de Nikopol, à 90 km au nord-est de Kherson, à 182 km au sud-ouest de Dnipro et à 404 km au sud-est de Kiev.

## Histoire
Jusqu'au 18 juillet 2020, Velyka Oleksandrivka était le centre administratif du raïon de Velyka Oleksandrivka. Le raïon a été supprimé en juillet 2020 dans le cadre de la réforme administrative de l'Ukraine, qui a réduit à cinq le nombre de raïons de l'oblast de Kherson. Le territoire du raïon de Velyka Oleksandrivka a été absorbé par le raïon de Beryslav.

## Population
Recensements ou estimations de la population
| 1939  | 1959  | 1970  | 1979  | 1989  | 2001  |
| ----- | ----- | ----- | ----- | ----- | ----- |
| 6 266 | 7 669 | 8 048 | 8 228 | 8 150 | 7 562 |

| 2011  | 2012  | 2013  | 2014  | 2015  | 2016  |
| ----- | ----- | ----- | ----- | ----- | ----- |
| 6 966 | 6 969 | 6 964 | 6 941 | 6 918 | 6 891 |

| 2017  | 2018  | 2019  | 2020  | 2021  | 2022  |
| ----- | ----- | ----- | ----- | ----- | ----- |
| 6 826 | 6 742 | 6 654 | 6 538 | 6 487 | 6 334 |